# ウィリアム・モナハン
ウィリアム・モナハン（William Monahan、1960年11月3日 - ）は、アメリカ合衆国の映画監督、脚本家、小説家である。『ディパーテッド』の脚本を手がけたことで知られている。

## 経歴
1960年11月3日、マサチューセッツ州ボストンに生まれる。マサチューセッツ大学アマースト校で学んだ。
2005年、リドリー・スコット監督の『キングダム・オブ・ヘブン』の脚本を手がける。2010年、『ロンドン・ブルバード -LAST BODYGUARD-』で映画監督デビューを果たす。

## フィルモグラフィー

### 映画
| 年   | 題名                                                   | 役割             |
| ---- | ------------------------------------------------------ | ---------------- |
| 2005 | キングダム・オブ・ヘブン Kingdom of Heaven             | 脚本             |
| 2006 | ディパーテッド The Departed                            | 脚本             |
| 2008 | ワールド・オブ・ライズ Body of Lies                    | 脚本             |
| 2010 | 復讐捜査線 Edge of Darkness                            | 脚本             |
| 2010 | ロンドン・ブルバード -LAST BODYGUARD- London Boulevard | 監督・脚本・製作 |
| 2014 | ザ・ギャンブラー/熱い賭け The Gambler                  | 脚本・製作総指揮 |
| 2015 | 極悪の流儀 Mojave                                      | 監督・脚本・製作 |
| 2021 | 僕を育ててくれたテンダー・バー The Tender Bar          | 脚本             |
| 2022 | 探偵マーロウ Marlowe                                   | 脚本             |

## 受賞
- 2007年 - 第79回アカデミー賞 - 脚色賞（『ディパーテッド』）[7]